# Gare d'Aubigné-Racan
La gare d'Aubigné-Racan est une gare ferroviaire française de la ligne de Tours au Mans, située sur le territoire de la commune d'Aubigné-Racan, dans le département de la Sarthe en région Pays de la Loire. 
Elle est mise en service en 1858 par la Compagnie du Chemin de fer de Paris à Orléans (PO). C'est aujourd'hui une halte voyageurs de la Société nationale des chemins de fer français (SNCF) desservie par des trains express régionaux TER Pays de la Loire circulant entre Château-du-Loir, ou Tours, et Le Mans.

## Situation ferroviaire
Établie à 55 mètres d'altitude, la gare d'Aubigné-Racan est située au point kilométrique (PK) 295,902 de la ligne de Tours au Mans. Elle est encadrée par les gares de Vaas et Mayet. Autrefois gare de bifurcation, elle était à l'origine de la ligne d'Aubigné-Racan à Sablé, s'ensuivait la gare de La Chapelle-aux-Choux.

## Histoire
Sur la commune qui compte alors 2 052 habitants, la Compagnie du Chemin de fer de Paris à Orléans (PO) établit une station de quatrième catégorie nommée Aubigné qu'elle met en service avec sa ligne de Tours au Mans le 19 juillet 1858.
En 2010 le bâtiment voyageurs d'origine est toujours présent mais fermé, muré en 2016.

## Service des voyageurs

### Accueil
Halte SNCF, c'est un point d'arrêt non géré (PANG) à entrée libre. Elle est équipée d'abris de quai et d'automates pour l'achat de titres de transport TER.

### Desserte
Aubigné-Racan est desservie par des trains du réseau TER Pays de la Loire circulant entre Château-du-Loir, ou Tours, et Le Mans.

### Intermodalité
Un parking pour les véhicules est aménagé.